# Great White (film)
Pour les articles homonymes, voir Great White.
Pour plus de détails, voir Fiche technique et Distribution.
Great White est un film australien de survival horror réalisé par Martin Wilson, sorti en 2021, écrit par Michael Boughen et produit par Neal Kingston et Michael Robertson avec les producteurs exécutifs Jack Christian et Christopher Figg. Le film a pour vedettes Katrina Bowden, Aaron Jakubenko, Tim Kano, Te Kohe Tuhaka et Kimie Tsukakoshi,. Dans le film, deux grands requins blancs encerclent cinq passagers à bord d'un hydravion échoué à des kilomètres du rivage.
Le film est sorti aux États-Unis le 16 juillet 2021, en salles de cinéma et en vidéo à la demande.

## Synopsis
Kaz Fellows et son petit ami Charlie Brody, ainsi que leurs passagers, Joji Minase, sa femme Michelle et le cuisinier Benny, s'envolent pour le pittoresque Hell’s Reef. À l’amerrissage, ils trouvent un cadavre qui s’est échoué après une attaque de requin présumée. Ils le signalent aux garde-côtes, mais ils trouvent sur le téléphone de l’homme une photo de sa petite amie. Benny et Charlie persuadent les autres de chercher le yacht sur lequel le couple se trouvait, au cas où la femme aurait survécu. Joji croit que c’est sans espoir et s’oppose à se mettre en danger. Kaz s’envole néanmoins à la recherche du yacht disparu. Ils trouvent le yacht chaviré et Benny plonge pour inspecter l’épave au cas où la fille serait piégée à l’intérieur. Il trouve son cadavre partiellement dévoré et retourne à l’hydravion. Après cela, le grand requin blanc qui a tué les plaisanciers réapparaît et attaque l’un des flotteurs de l’hydravion. L’hydravion commence à couler, alors les cinq  personnes l’évacuent dans le radeau de sauvetage de l’appareil.
Dérivant dans le courant, Charlie tente de naviguer à l'aide des maigres ressources du radeau de sauvetage, une boussole et deux rames. Michelle et Joji prennent leur tour de ramer mais Michelle perd l’une des rames. Kaz plonge dans l’eau et récupère la rame. Benny et Joji se chamaillent à cause de la jalousie de ce dernier et Joji pousse Benny, qui tombe dans l’eau et est attaqué et tué par le grand requin blanc. Le requin attaque alors le radeau en jetant tout le monde à l’eau. Joji est tué en nageant jusqu’au radeau.
Sans provisions et avec une seule rame, Michelle, Kaz et Charlie essaient de ramer avec leurs mains. Le requin revient, mais Charlie se rend compte avec horreur qu'il y a maintenant plus d’un requin. Kaz est projetée à l’eau, mais parvient à revenir au radeau indemne. Le lendemain, Michelle repère la terre ferme, mais le radeau commence à se dégonfler. Réalisant qu’ils vont sûrement couler et être à la merci des deux requins, Charlie et Kaz décident d’essayer de distraire les requins afin que Michelle puisse atteindre le rivage.
Kaz, qui s'est avérée être enceinte de l’enfant de Charlie, parvient à toucher l’un des requins avec une fusée éclairante et Charlie lui transperce l’œil et le cerveau avec son couteau, le tuant. Pendant ce temps, Michelle parvient à monter sur une vieille épave rouillée. Charlie recharge la deuxième fusée éclairante puis tente d’éliminer le requin restant. Alors qu’il embrasse Kaz, cette dernière aperçoit le requin qui arrive en sens inverse. Charlie se retourne pour tirer, mais manque le requin avec sa fusée éclairante et il est attaqué et tué par le requin. Kaz parvient à s’échapper auprès de Michelle. Le grand requin blanc s’approche en frappant les deux femmes dans l’eau. Kaz tente de distraire le requin une fois de plus pendant que Michelle nage vers le rivage.
Kaz se cache dans l'épave alors que le requin attaque et elle se retrouve prise au piège dans du métal. Kaz, incapable d’atteindre son appareil respiratoire, sombre dans l’inconscience et se noie presque. Mais avant qu’elle ne succombe, Michelle revient et parvient à ranimer Kaz en lui faisant du bouche à bouche. Kaz rentre en action et parvient à déloger une partie de la structure en empalant le requin et en le tuant. Kaz et Michelle nagent jusqu’au rivage et réfléchissent à leur évasion.

## Distribution
- Katrina Bowden : Kaz Fellows, une infirmière américaine qui travaille aux côtés de son petit ami, Charlie, dans son entreprise d'avions charter. Elle est enceinte de son enfant.
- Aaron Jakubenko : Charlie Brody, un ancien biologiste marin qui dirige une entreprise d'avions charters.
- Tim Kano : Joji « Joe » Minase, un homme d'affaires japonais qui a peur de l'eau.
- Kimie Tsukakoshi : Michelle Minase, la femme de Joe qui a loué l'avion charter de Charlie pour disperser les cendres de son grand-père.
- Te Kohe Tuhaka : Benny, le cuisinier et ami de Charlie et Kaz.
- Jason Wilder : Luke, vlogger et mari de Tracy.
- Tatjana Marjanovic : Tracy, la femme de Luke[6].

## Versions
Great White est sorti en salles en Espagne le 7 mai 2021, et aux Émirats arabes unis le 13 mai 2021. Il est sorti en salles et en vidéo à la demande et sur les plateformes numériques aux États-Unis le 16 juillet 2021.

## Recettes
Great White a rapporté 348 566 $ en Espagne et 168 087 $ aux Émirats arabes unis, ce qui porte son total brut mondial à 516 653 $.

## Réception critique
Sur Rotten Tomatoes, le film a un taux d'approbation de 43% basé sur 40 critiques, avec une note moyenne de 4,6/10. Le consensus du site se lit comme suit: « C’est loin d’être le thriller de requin le plus édenté, mais Great White n’a pas l’instinct de narration de tueur nécessaire pour rester à flot ». Cath Clarke, écrivant pour The Guardian, a donné au film une note de deux étoiles sur cinq. Clarke a complimenté le « grand blanc CGI semi-décent », mais a écrit que le film « enferme le changement climatique dans un récit très familier », et que « vous pouvez vous retrouver à vous ronger les ongles – par ennui plutôt que par peur ».